# Грищенко, Юрий Афанасьевич
Юрий Афанасьевич Грищенко (род. 27 марта 1954 года, УзбССР, СССР) — советский и российский художник, член-корреспондент РАХ (2022). Народный художник Российской Федерации (2025).

## Биография
Родился 27 марта 1954 года в Узбекистане, живёт и работает в Москве.
В 1972 году — окончил Крымское художественное училище имени Н. С. Самокиша.
В 1978 году — окончил Московский государственный академический художественный институт имени В. И. Сурикова, педагог Т. Т. Салахов.
С 1982 года — педагог, с 2007 года — профессор кафедры рисунка Московского государственного академического художественного института имени В. И. Сурикова.
С 1984 года — член Союза художников СССР, России, с 1991 года — член Московского союза художников.
В 2006 году — присвоено учёное звание профессора.
Член правления товарищества живописцев Московского Союза художников, член живописной комиссии Союза художников России.
В 2022 году — избран членом-корреспондентом Российской академии художеств от Отделения живописи.

## Творческая деятельность
Основные произведения: «Тёмная аллея» (1984, холст, масло, 50*75); «Авиаторы» (1988, холст, масло, 60*80); «Оттепель. Кусково» (1996, картон, пастель, 72*97); «Канарейка. Кусково» (2005, холст, масло, 130*110); «Натюрморт с луком» (2005, холст, масло, 41*85); «Охота. Кусково» (2005, холст, масло, 100*120); «Звездная ночь. Кусково» (2006, холст, масло, 100*115); «Натюрморт на фоне гобелена» (2006, холст, масло, 80*90); «Натюрморт с черепом» (2010, холст, масло, 85*105); «Лето» (2020, холст, масло, 130*150).
Произведения представлены в коллекции Вятского художественного музея имени В. М. и А. М. Васнецовых (Киров), Калининградского областного музея изобразительных искусств, Ульяновского областного художественного музея, Государственного музейно-выставочного центра «РОСИЗО», а также в частных собраниях в России, Германии, Норвегии, США, Португалии.
Участник выставок с 1978 года, в том числе «Образ Родины» (2007), «Романтики Реализма» (2008), «Отечество» (2008), «Россия XI» (2009) в Центральном доме художника (Москва), Юбилейная выставка Московского Союза Художников «75 лет МСХ» (Москва, 2008), «Купе» (Москва, 2023) и другие.
Персональная выставка: «Юрий Грищенко. Живопись» в выставочном зале Союза художников России (Москва, 2021).

## Награды
- Народный художник Российской Федерации (2025)[1]
- Заслуженный художник Российской Федерации (2002)[2]
- медаль В. И. Сурикова СХР (2020)
- медаль П. П. Кончаловского МСХ (2020)

Награды РАХ
- диплом РАХ (1999)
- медаль «Достойному» РАХ (2020)